# Армавирская область
Армави́рская о́бласть (арм. Արմավիրի մարզ) или сокращённо Армави́р (арм. Արմավիրо файле [ɑɾmɑvíɾ]) — область в Армении. Расположена на юго-западе страны, в Араратской долине между горами Арарат и Арагац, граничит с Турцией. Административный центр — город Армавир. Другие города — Вагаршапат (Эчмиадзин) и Мецамор.

## История
Современная Армавирская область была образована законом об административно-территориальном делении Республики Армения от 7 ноября 1995 года, в результате объединения Баграмянского, Армавирского и Эчмиадзинского районов Армении.

## Население

### Национальный состав
| Национальность        | Перепись 2001 года | Доля населения адм.-терр. единицы | Перепись 2011 года | Доля населения адм.-терр. единицы |
| --------------------- | ------------------ | --------------------------------- | ------------------ | --------------------------------- |
| Всё население         | 276 233            | 100 %                             | 265 770            | 100 %                             |
| Армяне                | 257 362            | 93,17 %                           | 247 853            | 93,26 %                           |
| Езиды                 | 17 665             | 6,39 %                            | 16 906             | 6,36 %                            |
| Русские               | 480                | 0,17 %                            | 426                | 0,16 %                            |
| Ассирийцы             | 242                | 0,09 %                            | 178                | 0,07 %                            |
| Курды                 | 128                | 0,05 %                            | 157                | 0,06 %                            |
| Украинцы              | 74                 | 0,03 %                            | 82                 | 0,03 %                            |
| Грузины               | Нет данных         | Нет данных                        | 59                 | 0,02 %                            |
| Другие и не указавшие | 282                | 0,10 %                            | 109                | 0,04 %                            |

## Губернаторы
- Седрак Ованнисян (1996—1998)
- Альберт Героян (1998—2006)
- Ашот Каграманян (2006—2018)
- Гагик Мириджанян (2018)
- Амбарцум Матевосян (с 2018)

## Исторические достопримечательности

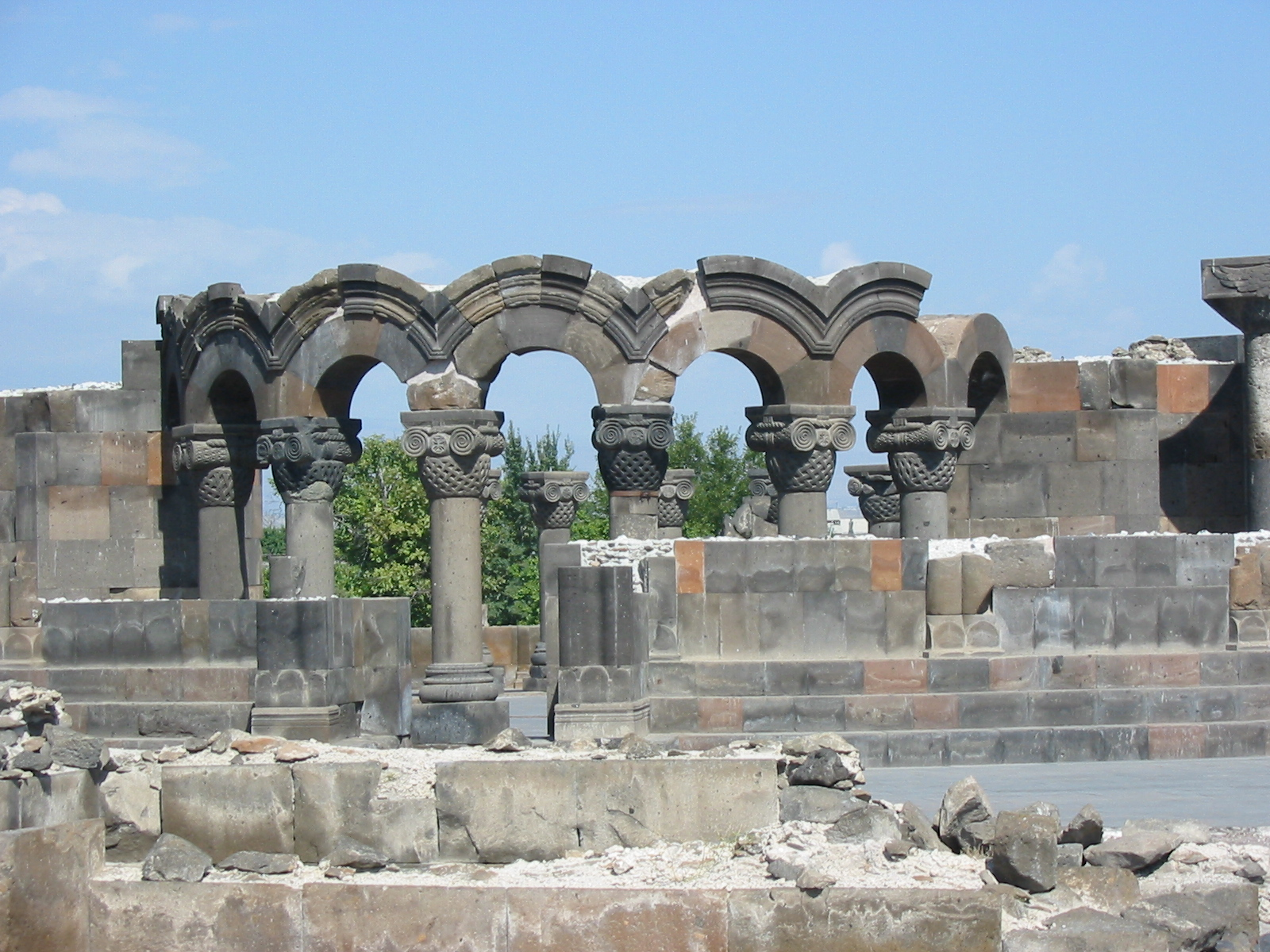
Храм Звартноц, 641—652 годы
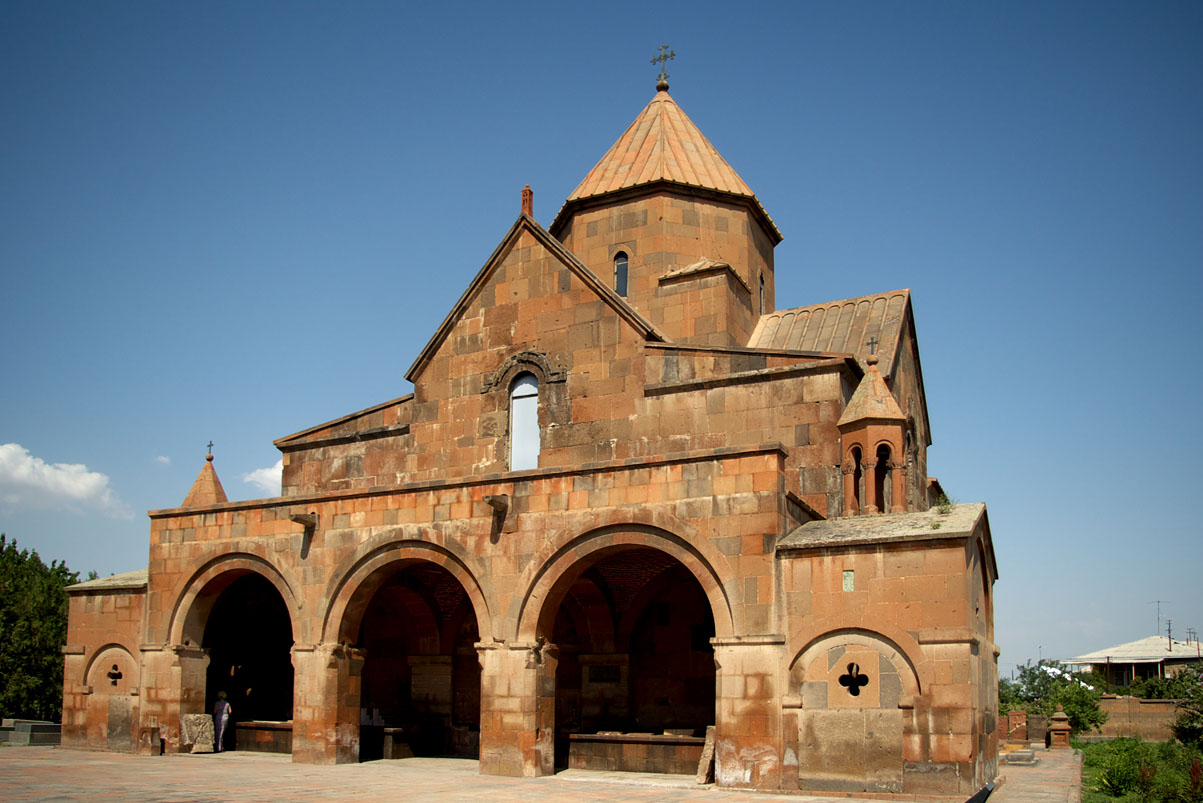
Церковь св. Гаянэ, 630 год
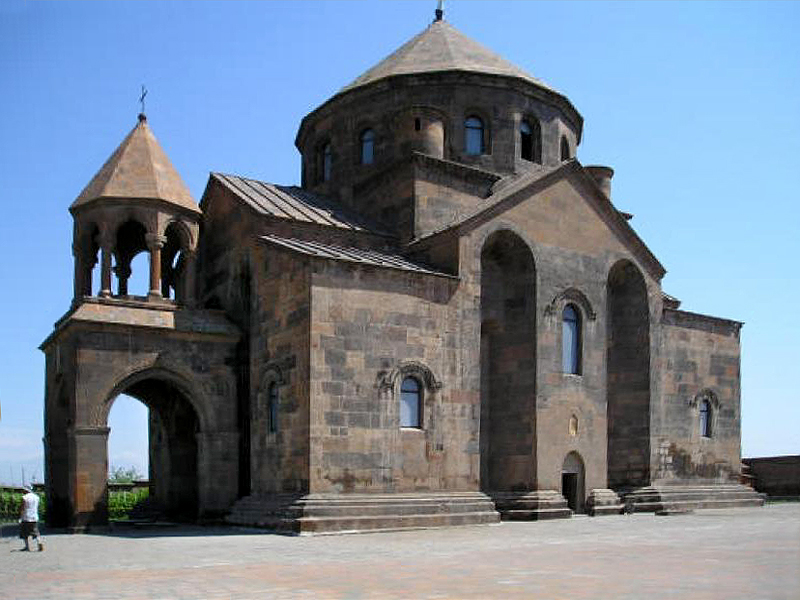
Церковь св. Рипсимэ, 618 год